# سنگین (ترانه)
"سنگین" (به انگلیسی: Heavy) نام یک ترانه از گروه لینکین پارک است؛ خوانندگان "سنگین" چستر بنینگتون و کیارا می‌باشند.

## موزیک ویدئو
موزیک ویدئوی رسمی این ترانه که در یوتیوب توسط گروه لینکین پارک منتشر شده، تنها در کانال رسمی، بیش از ۸۰ میلیون بازدید داشته‌است. در این موزیک ویدئو چستر و کیارا حضور دارند و بخش‌هایی از آن به مکالمه غیر مستقیم این دو و بخش‌هایی به درگیری چستر با دوستانش، و در نهایت درگیری چستر با خودش در حمام پایان می‌یابد؛ کیارا در پایان دست خود را روی شانه چستر می‌گذارد.

## اجرا و ویژگی‌ها
این ترانه توسط بسیاری از رادیوهای معروف در جهان پخش شده‌است؛ مایک و چستر در استودیو RTL2 این ترانه را در نسخه‌ای سبک‌تر اجرا کردند. اجرای دیگری با سوفیا کارلبرگ نیز انجام شد.
پس از درگذشت چستر بنینگتون، کیارا در کنسرت‌هایش به یاد چستر این ترانه را اجرا می‌کند در حالی که بخش‌های مربوط به چستر توسط صدای ضبط شده او اجرا می‌شوند.

## عملکرد در جدول‌ها
این ترانه در بیش از ۳۰ جدول سطح اول رتبه‌بندی ترانه‌های جهان، جزو ۱۰۰ ترانه برتر بوده‌است؛ این ترانه ضمن قرارگیری در رتبه ۵۲ بیلبورد آمریکا، در همان هفته نخست بیش از ۳۵۰۰۰ نسخه را تنها به صورت دیجیتالی فروخت. این ترانه رتبه دوم را در میان ترانه‌های راک پرطرفدار در آمریکا (جدول هفتگی) بدست آورد.

## گواهینامه‌ها
| منطقه         | گواهینامه | واحد گواهی شده/فروش |
| ------------- | --------- | ------------------- |
| آلمان (BVMI)  | GOLD      | ۲۰۰٬۰۰۰^            |
| آمریکا (RIAA) | GOLD      | ۵۰۰٬۰۰۰             |